# Win for Life
Win for Life is een krasspel van de Belgische Nationale Loterij. De krasbiljetten geven kans op een geldbedrag tot 5.000 euro, of als hoofdprijs een maandelijkse "rente" van 500, 1.000, 2.000 of 5.000 euro per maand voor de rest van je leven.
Win for Life werd ingevoerd in 1998. Het is met afstand het meest opbrengende krasspel van de Nationale Loterij; in 2006 was het goed voor een omzet van meer dan 56 miljoen euro. Subito, dat op de tweede plaats kwam, had een omzet van minder dan 23 miljoen euro.
Op elk krasbiljet van "Win for Life" staan twee zones die men kan wegkrassen. De eerste zone, "uw symbolen" genoemd, verbergt twee verschillende symbolen. De tweede zone, "winnende symbolen" genoemd, verbergt 4 verschillende symbolen. Je wint als een van de "winnende symbolen" gelijk is aan één van "uw symbolen" (er is altijd maximaal één gemeenschappelijk symbool). Als dat zo is, staat onder dat symbool het bedrag vermeld dat je wint (aantal euro of "WIN FOR LIFE" als je de hoofdprijs wint).
Per 1.250.000 biljetten is er één biljet met "WIN FOR LIFE"; de kans op de hoofdprijs is dus 1 op 1.250.000.

## Winstverdeling

### 2002
Bij de invoering van de euro in 2002 werd de prijs van een Win for Life-krasbiljet vastgesteld op 2,5 euro en het bedrag van de maandelijkse rente op 1.000 euro. Daarnaast waren er per miljoen biljetten:
- 1 biljet met de hoofdprijs van €1.000/maand
- 18 biljetten van €2.500
- 500 biljetten van €250
- 1.800 biljetten van €25
- 18.000 biljetten van €10
- 180.000 biljetten van €5

In totaal waren er dus 200.319 winstkansen op 1 miljoen.

### 2007
Op 1 oktober 2007 werd de winstverdeling aangepast, om de dalende belangstelling voor Win for Life te trachten om te keren en het spel opnieuw aantrekkelijk te maken. Zo werd het bedrag van de maandelijkse rente verhoogd naar 2.000 euro. De prijs van een krasbiljet werd ook verhoogd, naar 3 euro.

### Winstkansen per lot
Dit zijn de huidige winstkansen per kraslot: (2021)
Win for life €1: 1 kans op 4,09
Win for life €2: 1 kans op 3,99
Win for life €3: 1 kans op 3,89
Win for life €5: 1 kans op 3,49
Win for life €10: 1 kans op 3,15